# روتوروی اکسک
روتوروِی اِکسِک (به انگلیسی: RotorWay Exec) یک بالگرد دوسرنشینهٔ آمریکایی ساخت شرکت روتوروِی است. خط تولید این بالگرد که در دهه ۱۹۹۰ میلادی تولید شد تا سال ۲۰۱۱ ادامه داشت. در سال ۱۹۹۴ سامانه انژکتوری، استارت الکتریکی و سامانه کنترل الکترونیکی موتور در این محصول به کار می‌رفت. پس از ارتقای این محصول، بالگرد روتوروی ای۶۰۰ تالون توسط این شرکت تولید شد که هم‌اکنون در خط تولید شرکتروتوروِی قرار دارد.

## مشخصات

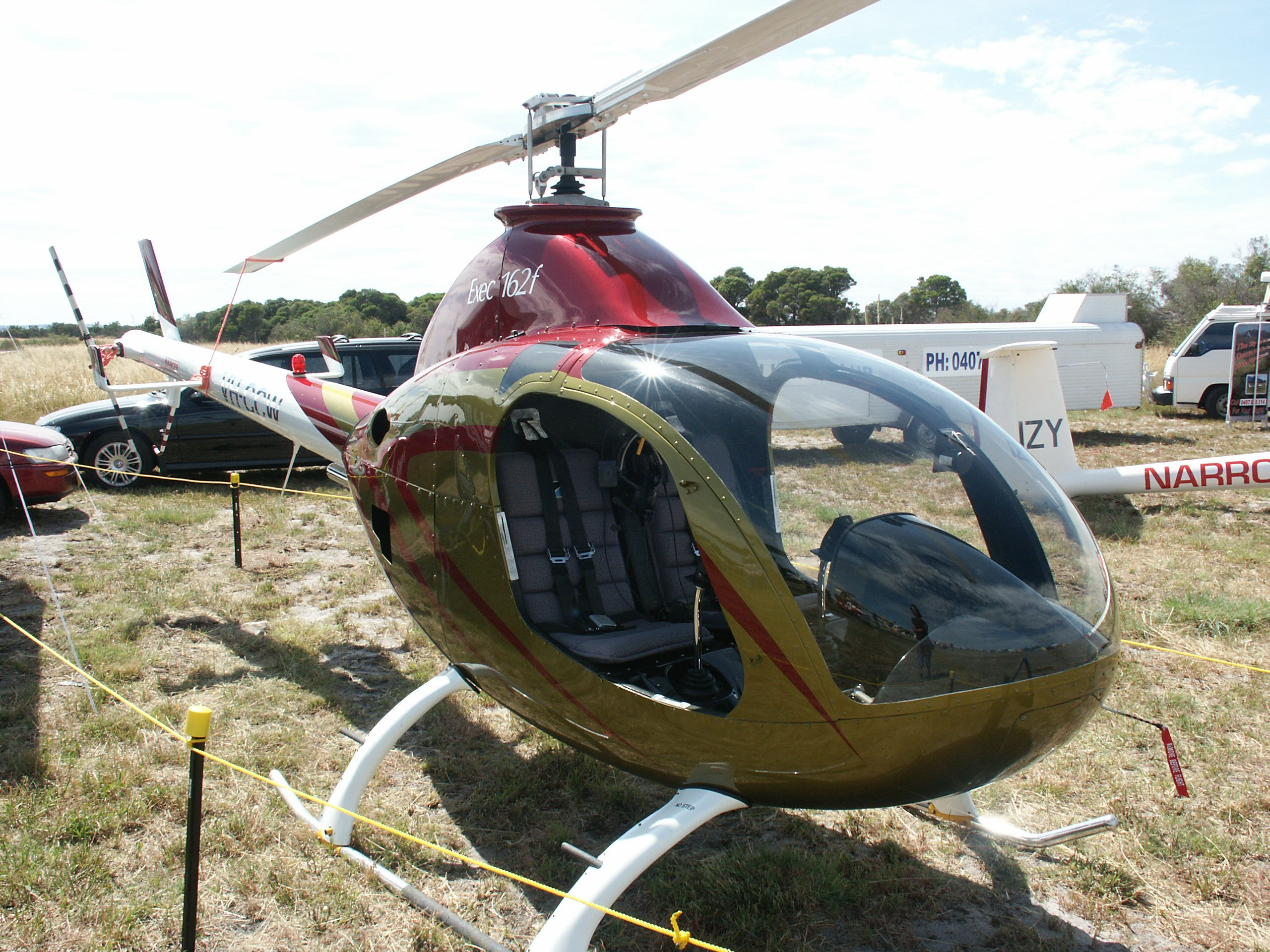
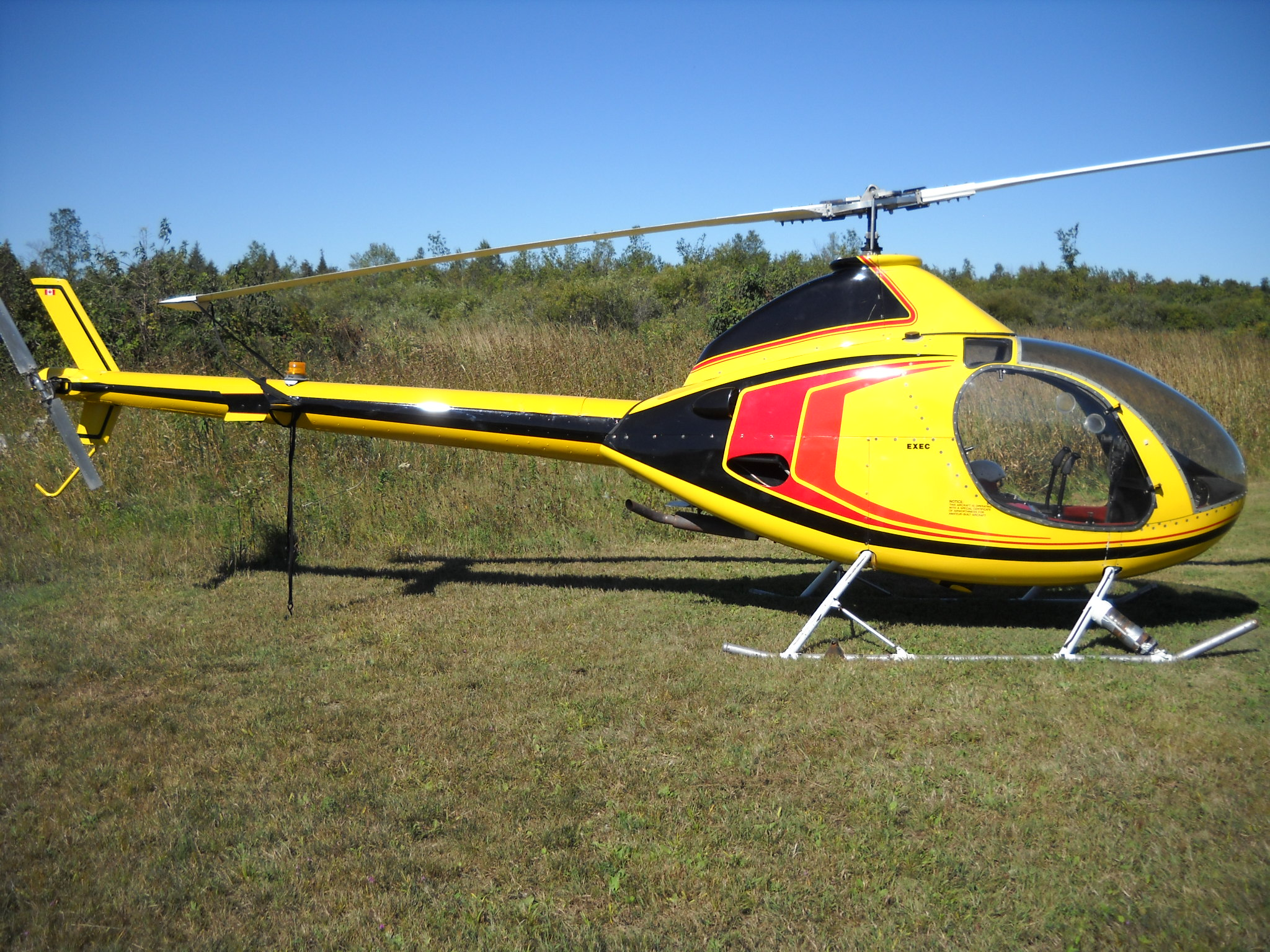
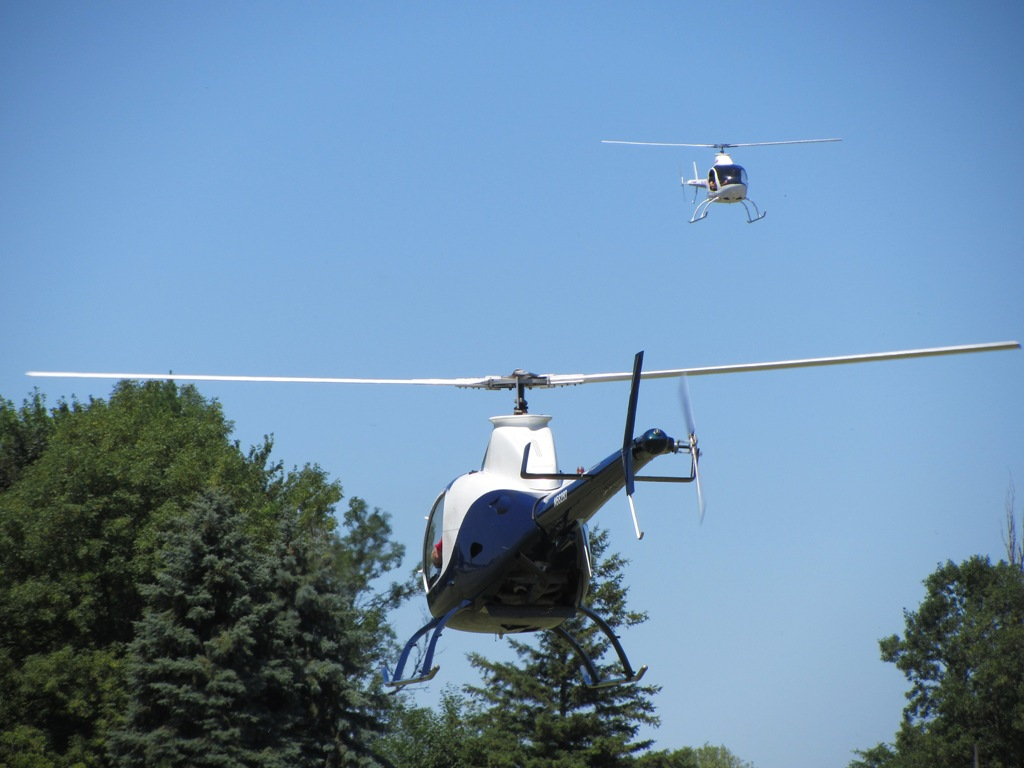

منبع اطلاعات Brassey's World Aircraft & Systems Directory 1999/2000
مشخصات عمومی
- خدمه: ۲
- طول: 22 ft (6.71 m)
- قطر پروانه بالگرد: 25 ft (7.62 m)
- ارتفاع: 8 ft (2.44 m)
- دیسک: مساحت 380 sq ft (35.4 m²)
- وزن خالی: 975 lb (442 kg)
- بار مفید: 525 lb (238 kg)
- بیشینه وزن برخاست: 1,500 lb (680 kg)
- پیشرانه هواگرد: ۱× RotorWay RI 162F موتور چهارسیلندر خطی پیستونی, 150 hp (112 kW)  هرکدام

 عملکرد 
- سرعت بیشینه: 115 mph (100 knots, 185 km/h) at sea level
- سرعت پیمایش: 95 mph (82 knots, 153 km/h)
- برد: 180 mi (156 nmi, 290 km)
- پایداری: 2 hr with maximum fuel
- سقف پروازی: 5,000 ft (1,525 m) hover ceiling, out of ground effect
- نرخ اوج‌گیری: 1,000 ft/min (5.1 m/s)

## پی‌نوشت‌ها
1. ↑  Peter Lert (August 1989). "Executive Privilege". Air Progress.
2. ↑  Bayerl, Robby; Martin Berkemeier; et al: World Directory of Leisure Aviation 2011-12, page 194. WDLA UK, Lancaster UK, 2011. ISSN 1368-485X
3. ↑  Taylor 1999, pp. 365–366.